# Wipperfeld
Wipperfeld ist ein Ortsteil von Wipperfürth im Oberbergischen Kreis im Regierungsbezirk Köln in Nordrhein-Westfalen (Deutschland).

## Lage und Beschreibung
Wipperfeld liegt im westlichen Teil von Wipperfürth an der Bundesstraße 506 zwischen Wipperfürth und Bergisch Gladbach.
Die Nachbarorte sind Lamsfuß, Erlen, Grüterich, Überberg und Oberholl.
Der Wipperfelder Bach durchfließt den Ort östlich und hat eine maximale Wassertiefe von 25 Zentimetern.

## Ortsteil Wipperfeld
Der Ortsteil Wipperfeld umfasst folgende Orte:
Arnsberg – Birkerhof – Boxberg – Buchholz – Ente – Erlen – Fahlenbock – Frößeln – Gerhardsfeld – Grund – Grunewald – Hamböcken – Heid – Herweg – Hüffen – Julsiefen – Kofeln – Lamsfuß – Lieth – Mittelschneppen – Mittelschwarzen – Neumühle – Niederdhünn – Oberholl – Obermausbach – Oberschneppen – Oberschwarzen – Pannenhöh – Sommerberg – Schniffelshöh – Überberg – Unterholl – Untermausbach – Unterschneppen – Unterschwarzen – Wüstenhof

## Geschichte

### Erstnennung
Der Ort wurde um 1300 das erste Mal urkundlich wie folgt erwähnt: „Im Liber valoris, einem Verzeichnis der Pfarreien und ihrer Abgabepflichten im Erzbistum Köln, ist Wippervelde als Capella verzeichnet“. Die Schreibweise der Erstnennung war Wippervelde.

### Mittelalter
Der Ort gehörte im Mittelalter zum Amt Steinbach (Lindlar). In einer Urkunde vom 6. September 1363 wird vermerkt: „Item de Wipperfelde, Bechen, Curten, Oylpe, Lyntlan, Ouerroide, Engelskirchen, Keppel et parochia de Wippervuerde in officio de Steynbech“.
Der Ort gehörte zum Bezirk des Hohekeppler Landgerichtes zu Lindlar. Für die Jahre 1653 bis 1656 ist ein großer Prozess der Wipperfelder gegen den Oberstleutnant Johann von Mosbach gen. Breidenbach zur Müllen und den Junker Jobst von Hammerstein zu Honrath um die Jagdrechte in Wipperfeld belegt. Zeugen wurden im Hofe Lamsfuß bei Wipperfeld von Scheffen aus Dabringhausen und Lennep verhört.
An der alten Volksschule – Prof. Mausbach-Straße 5 – finden sich die ältesten baulichen Zeugnisse: Eine ca. 1000 Jahre alte Friedhofsmauer aus Bruchsteinen. Die Ursprünge der katholischen Pfarrkirche, die einst ebenfalls an dieser Stelle stand – dürften aus dem 12. Jahrhundert stammen, der heutige Bau stammt aus dem Jahre 1892 und wurde 1894 geweiht.

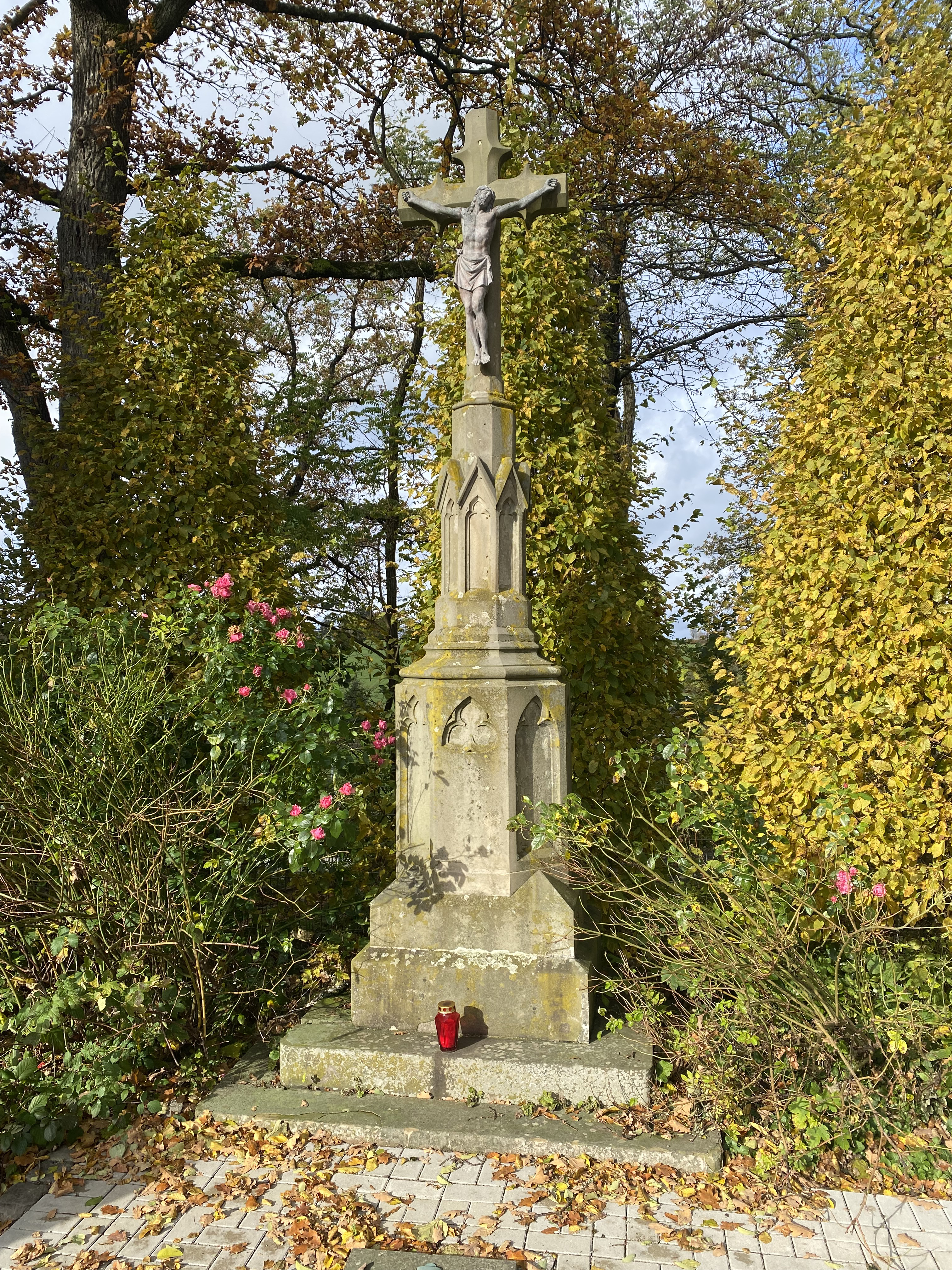
Hochkreuz auf dem Friedhof Wipperfeld (Baudenkmal Nr. 133)
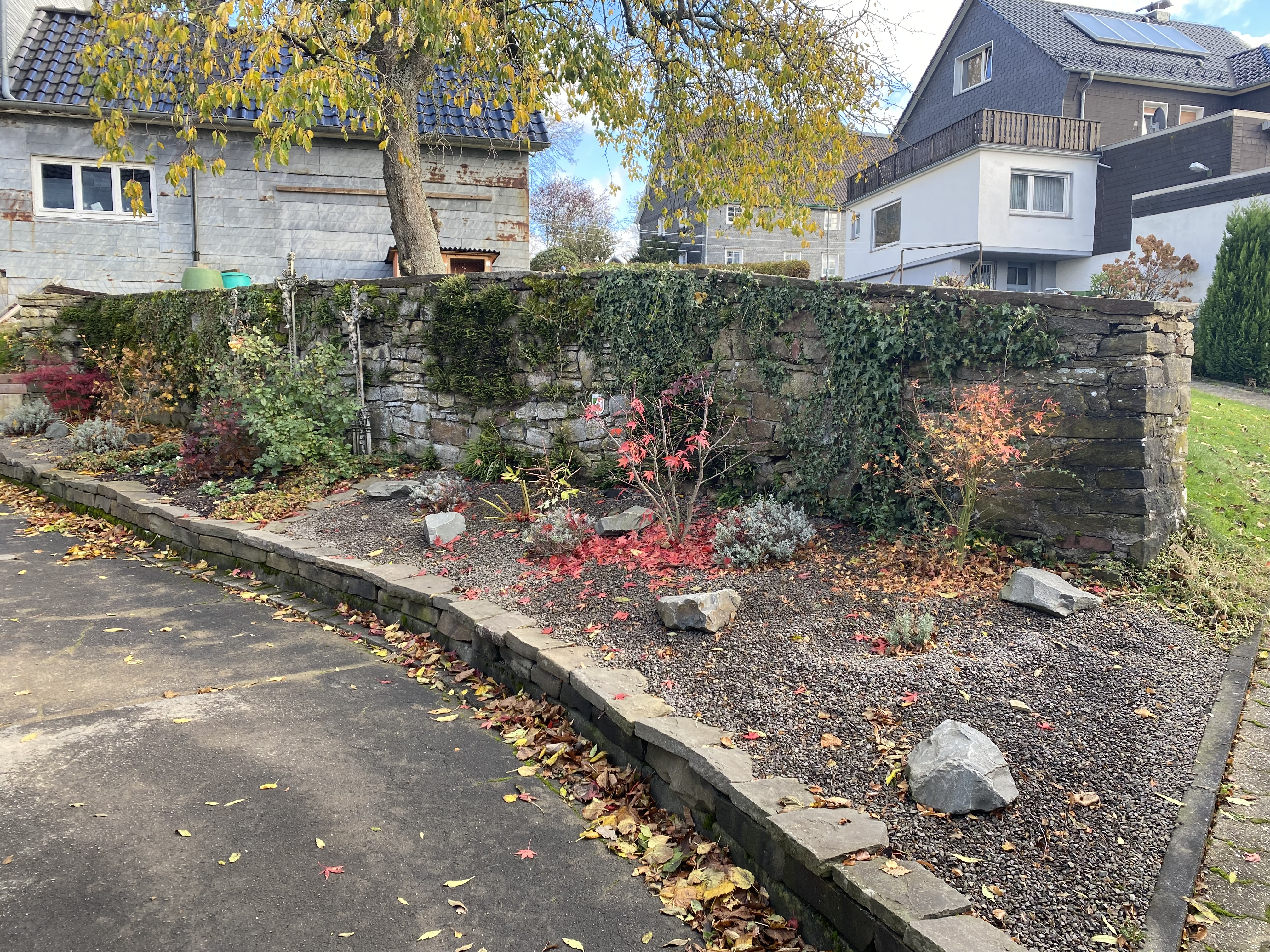
1000-jährige alte Kirchhofmauer (Baudenkmal Nr. 179)
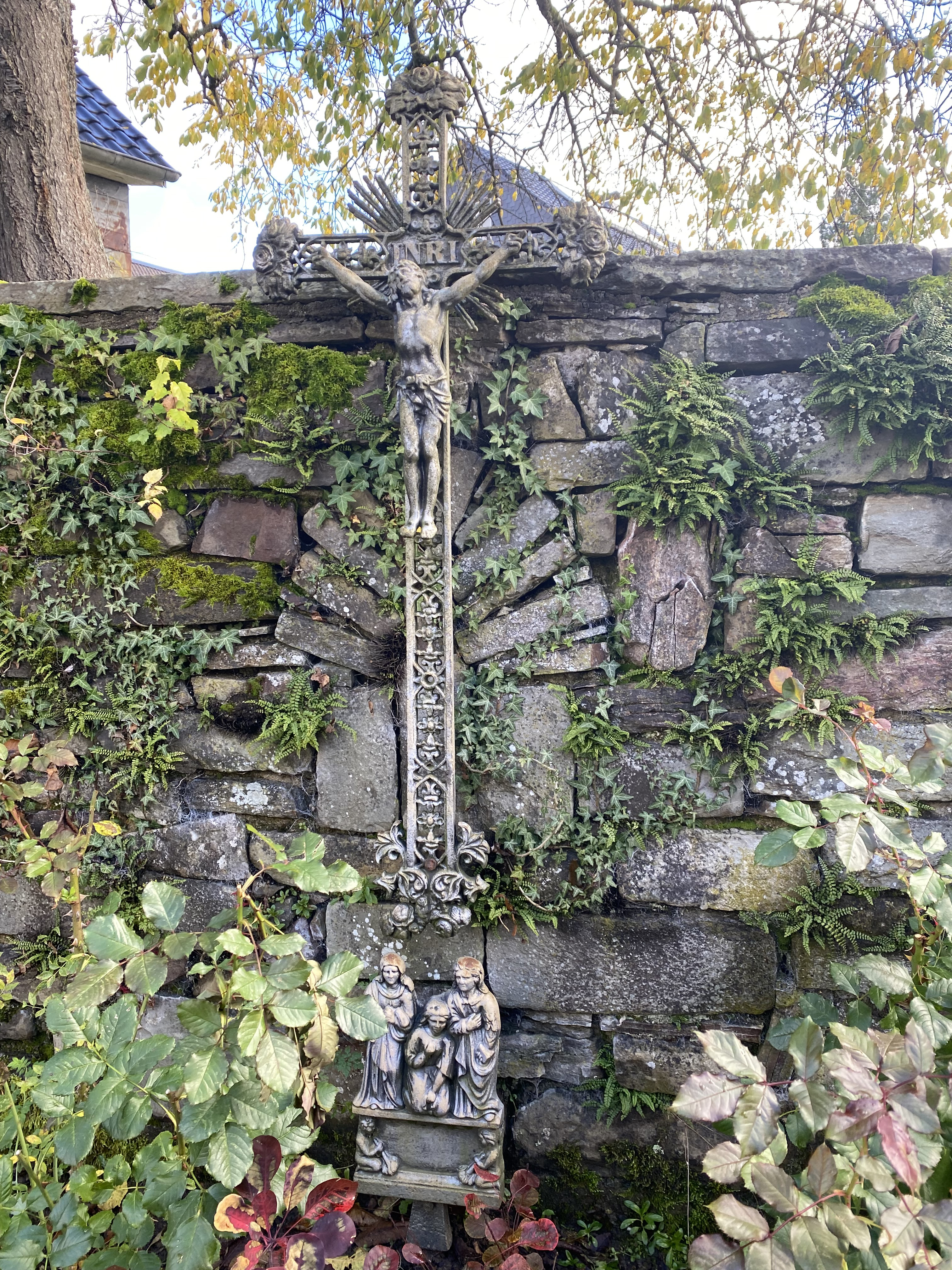
Gusskreuze (1880) an der alten Friedhofsmauer (Baudenkmal Nr. 180)
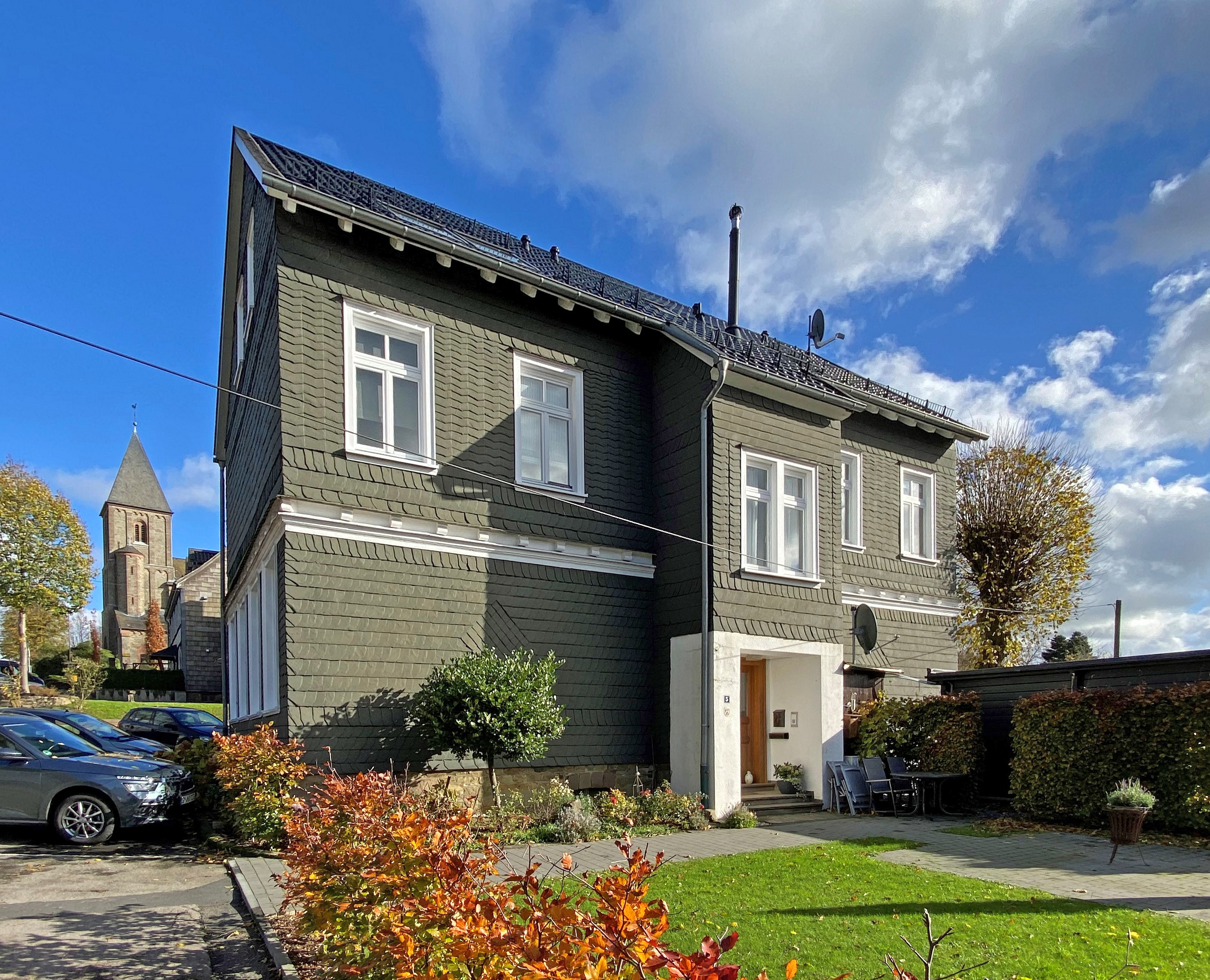
Alte Volksschule (1899–1959) (Baudenkmal Nr. 139)
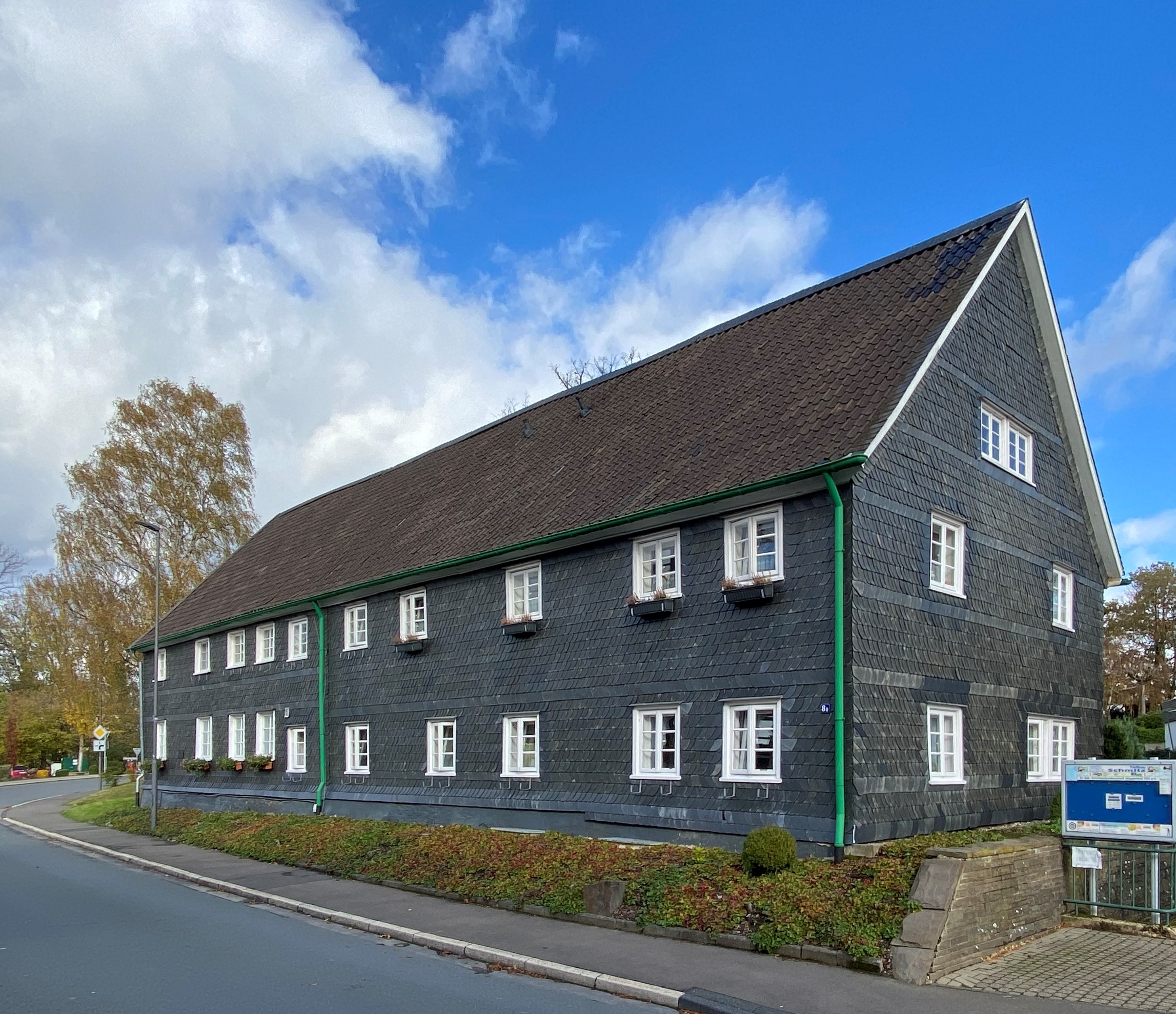
Altes Pastorat und Pfarrgut (Kern 1665)(Baudenkmal Nr. 134)
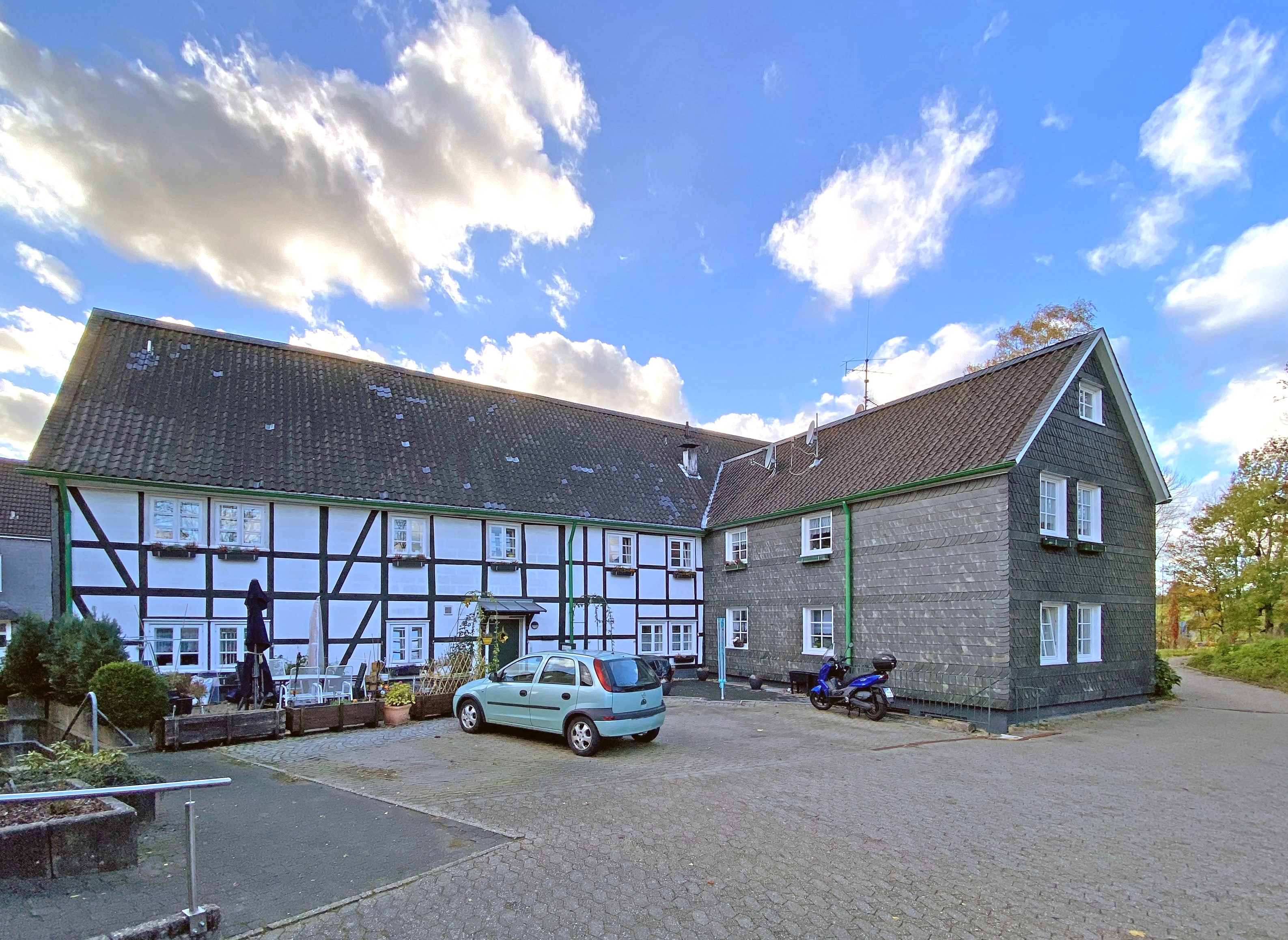
Altes Pastorat und Pfarrgut (Kern 1665)(Baudenkmal Nr. 134)

### Neuzeit
In Wipperfeld wurde bis in das 19. Jahrhundert hinein eine Getreidemühle betrieben. Eine solche ist etwa in der Statistik „des Bergischen Landes von 1797“ belegt.
1890 wird der Wipperfelder Bürger Mausbach zum Bürgermeister der Gemeinde Lindlar gewählt.
Im Zuge der kommunalen Neugliederung wurden große Teile der bis dahin selbständigen Gemeinde Wipperfeld mit Wirkung vom 1. Januar 1975 mit der alten Stadt Wipperfürth und wesentlichen Teilen der damaligen Gemeinde Klüppelberg zur neuen Stadt Wipperfürth vereinigt (§ 12 Abs. 1 Köln-Gesetz); kleinere Gebietsteile wurden in die Gemeinde Kürten eingegliedert (§ 11 Abs. 2 Nr. 4 Köln-Gesetz).

## Kirche St. Clemens
Von der aus dem 12. Jahrhundert stammenden Kirche, deren Standort 100 m weiter südwestlich war – am Platz der alten Volksschule – stand bis ins 19. Jahrhundert hinein noch der Turm, er wurde 1892–94 abgebrochen. Reste des älteren Vorgängerbaus sind heute an der Südseite der neuen, 1892–1894 errichteten Kirche aufgestellt. Die Pläne zum Neubau der Kirche stammen vom Architekten Heinrich Wiethase. Neuromanische Ausstattung, weiterhin gehören zum Inventar u. a. ein romanischer Weihwassereimer (12. Jh.), barocke Bruderschaftsstäbe (Ende 18. Jh.) und mehrere Skulpturen aus dem 19. Jahrhundert. Die historische – ursprünglich aus Opladen stammende – Orgel der Firma Weyland wurde 1999 angeschafft. Südlich der Kirche befindet sich ein alter Friedhof mit fast 40 Grabsteinen, das älteste Grabkreuz trägt die Jahreszahl 1541.

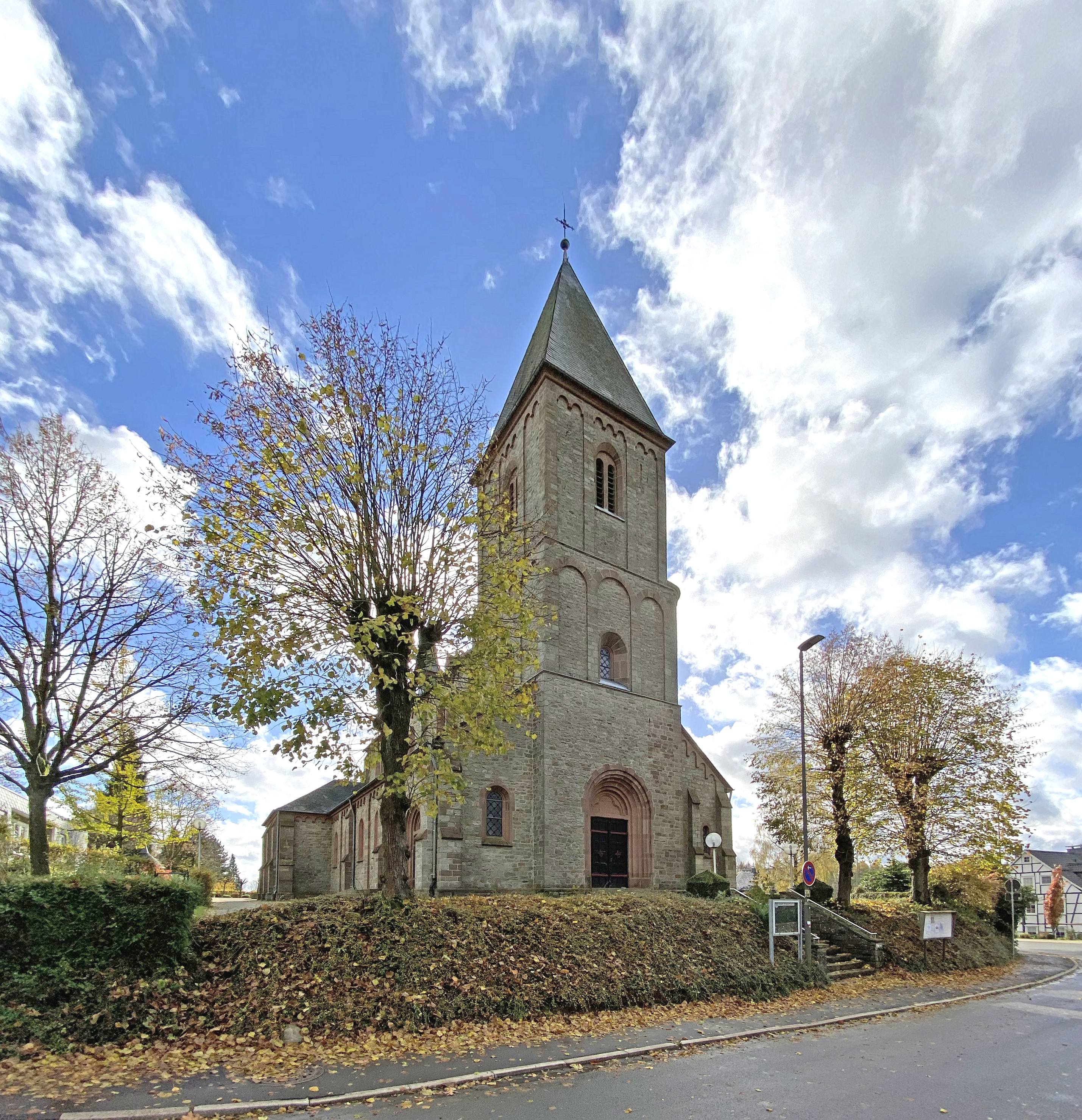
Kath. Pfarrkirche St. Clemens Wipperfeld
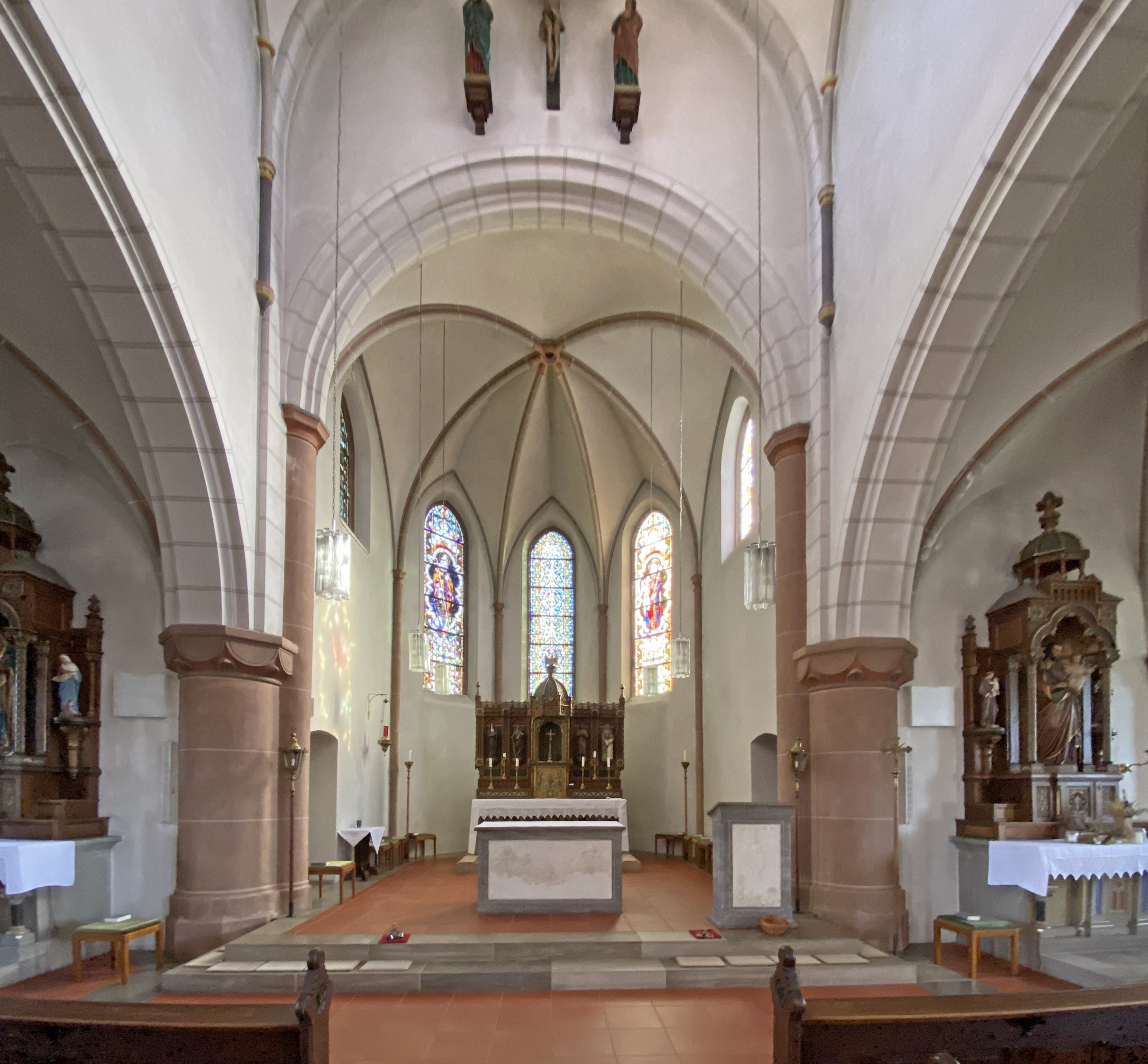
Interieur St. Clemens
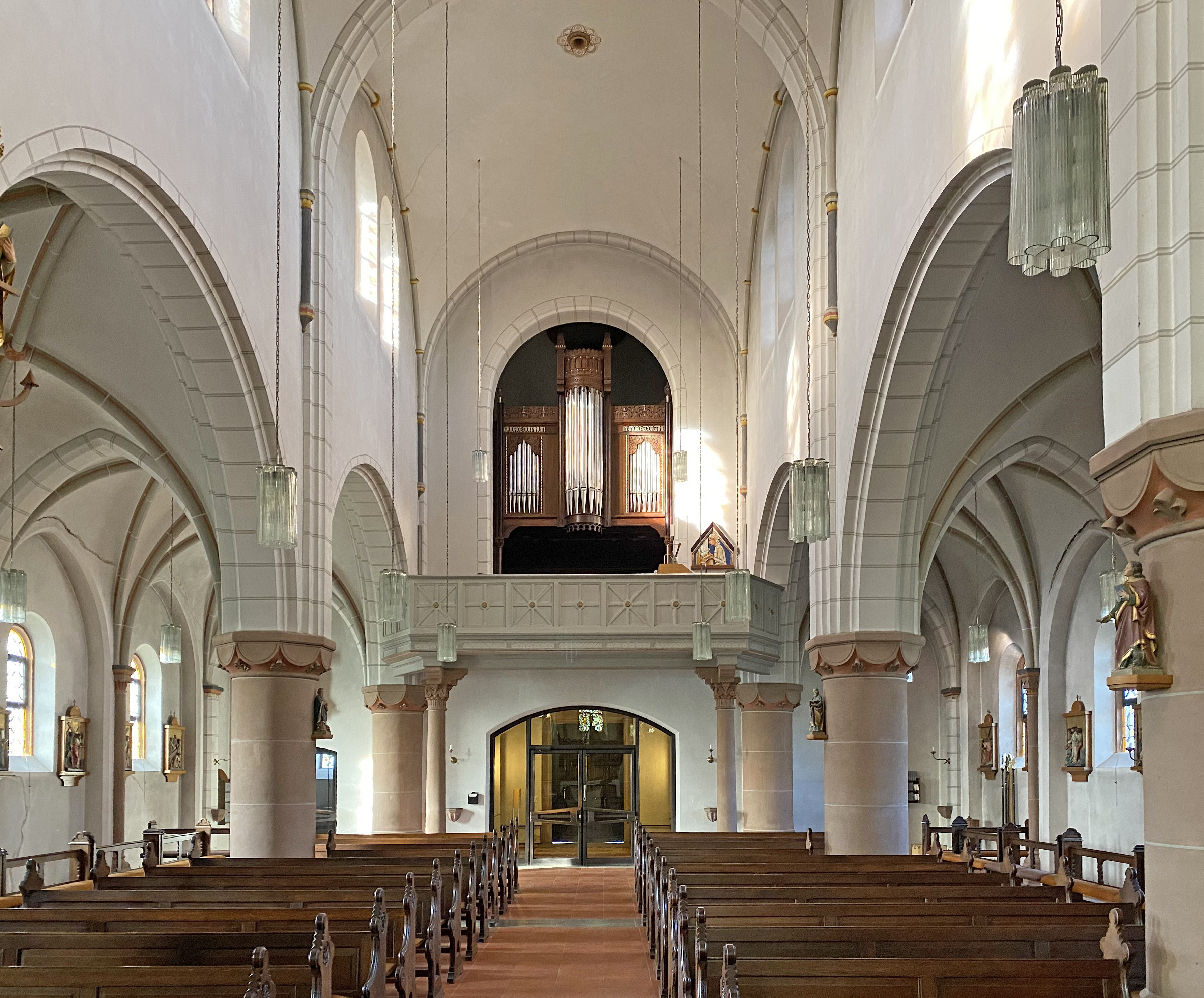
Interieur St. Clemens
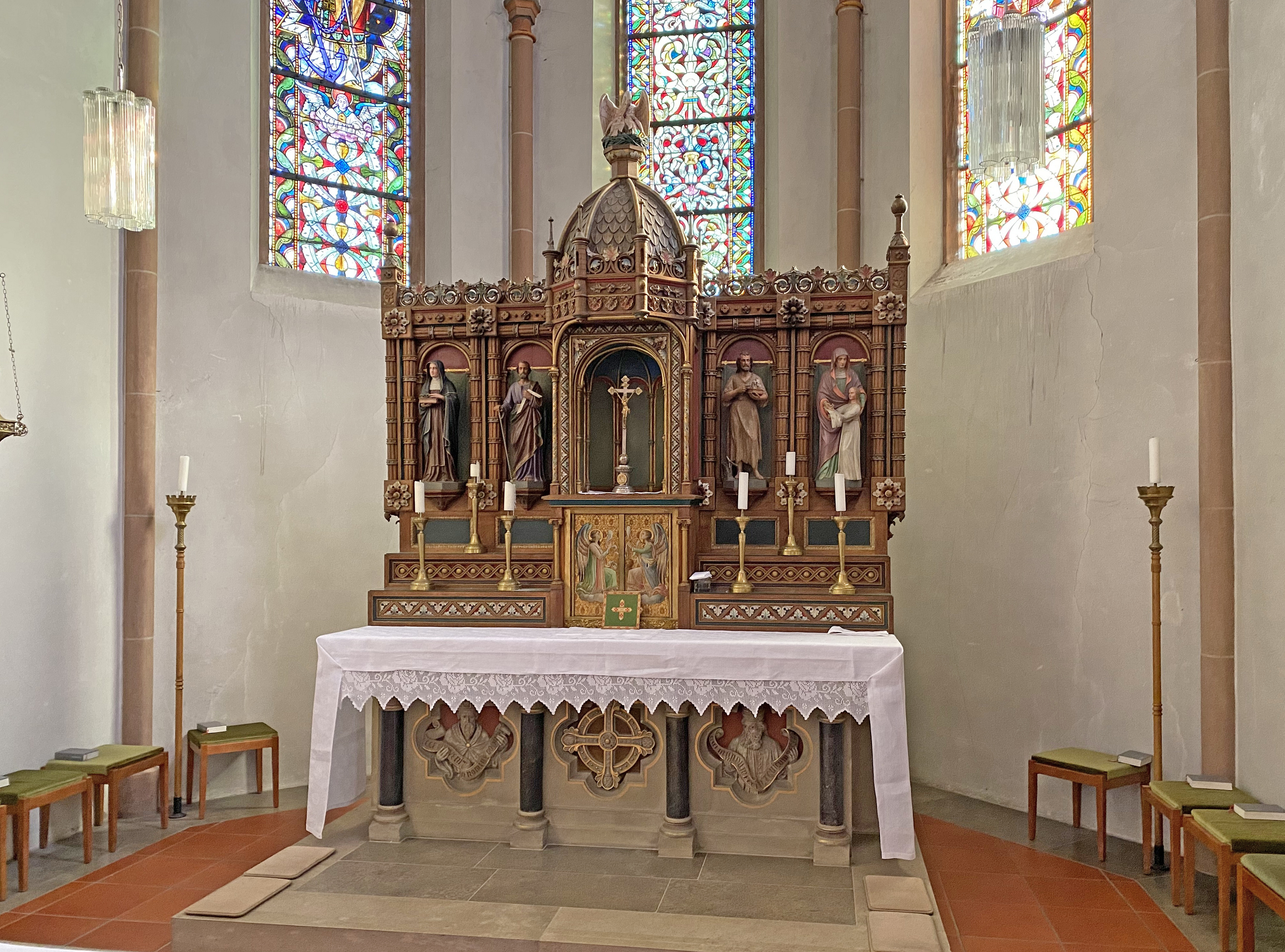
Altar St. Clemens
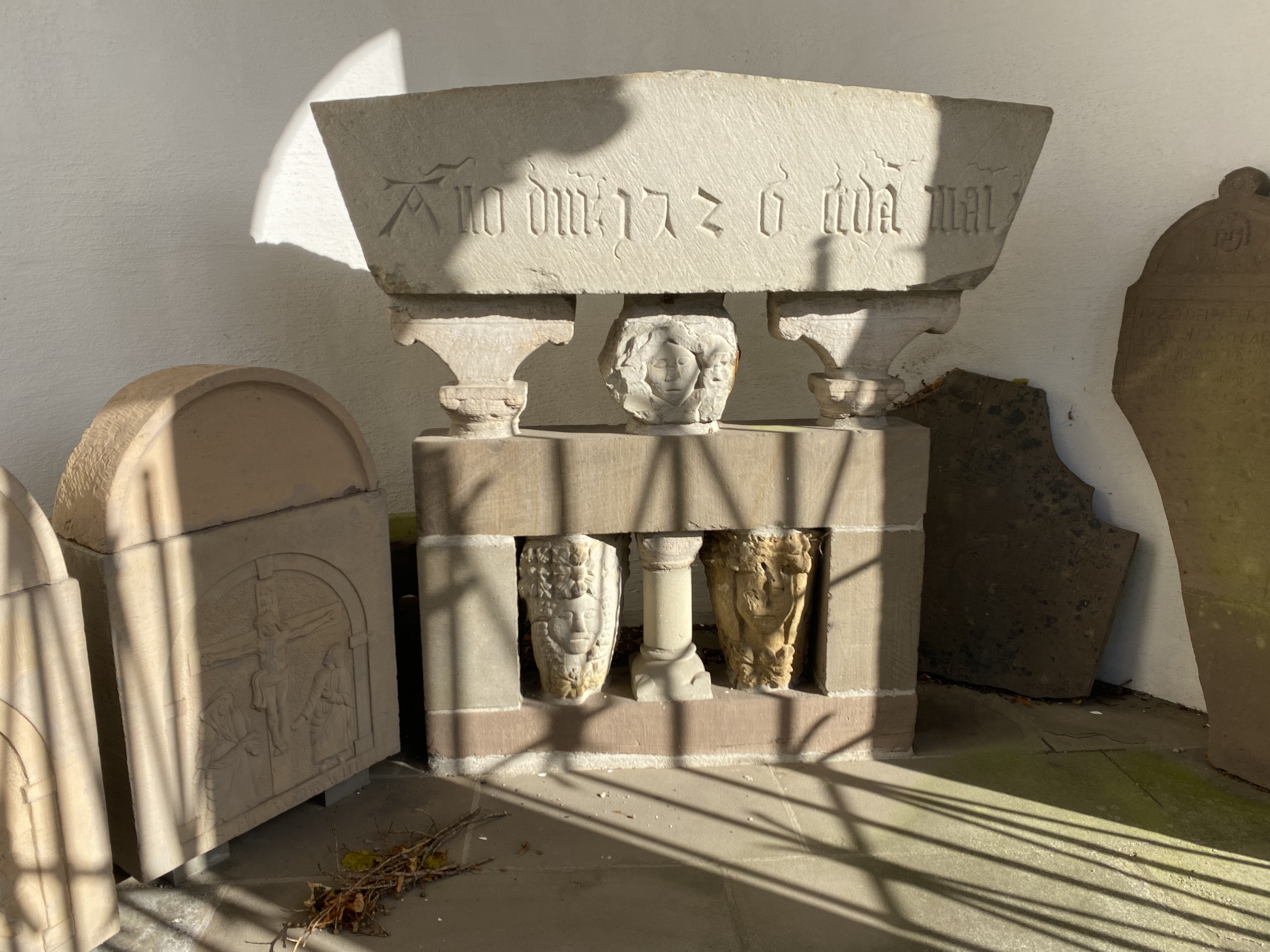
Fragmente Vorgängerbau St. Clemens
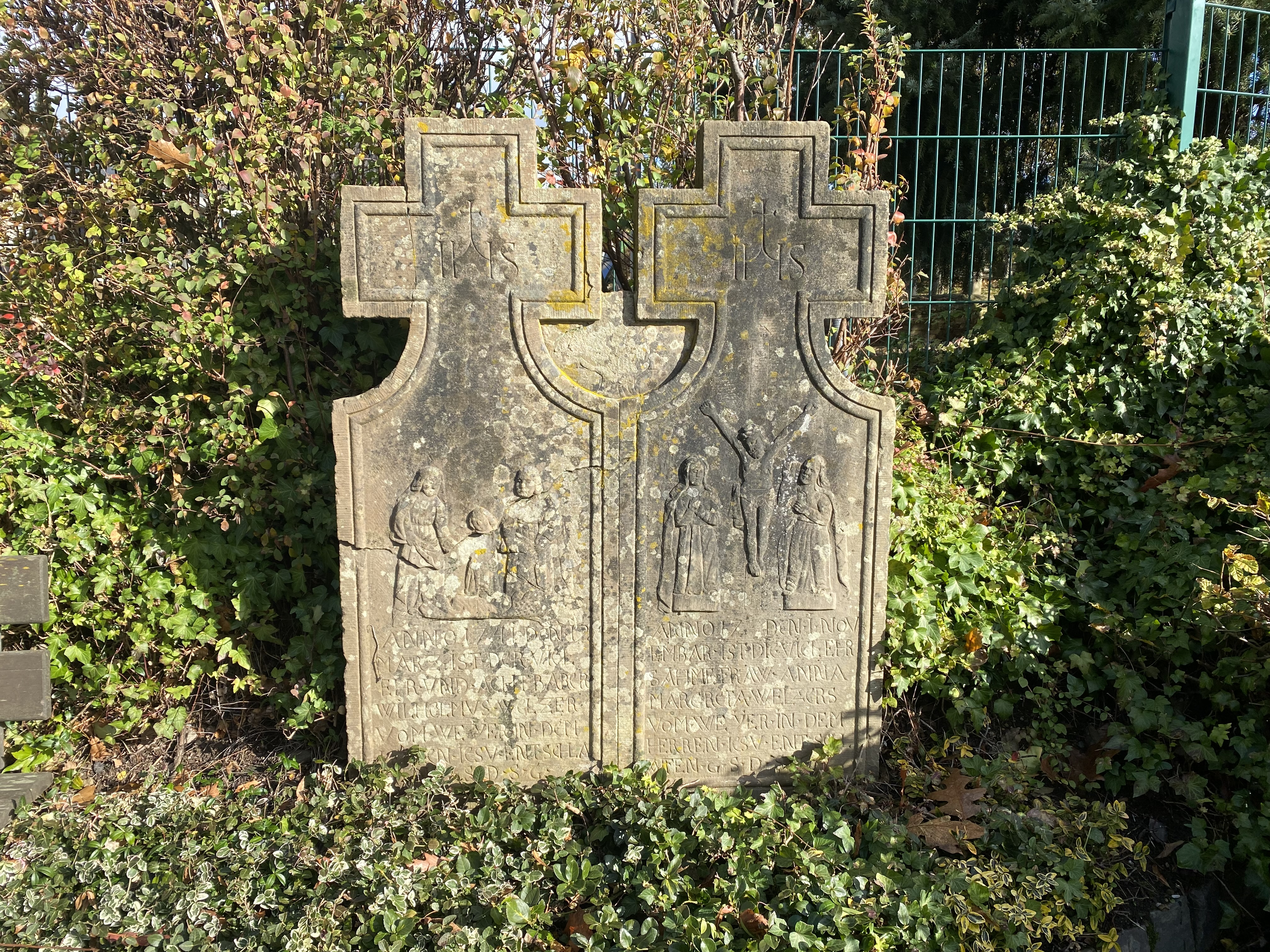
Historischer Grabstein
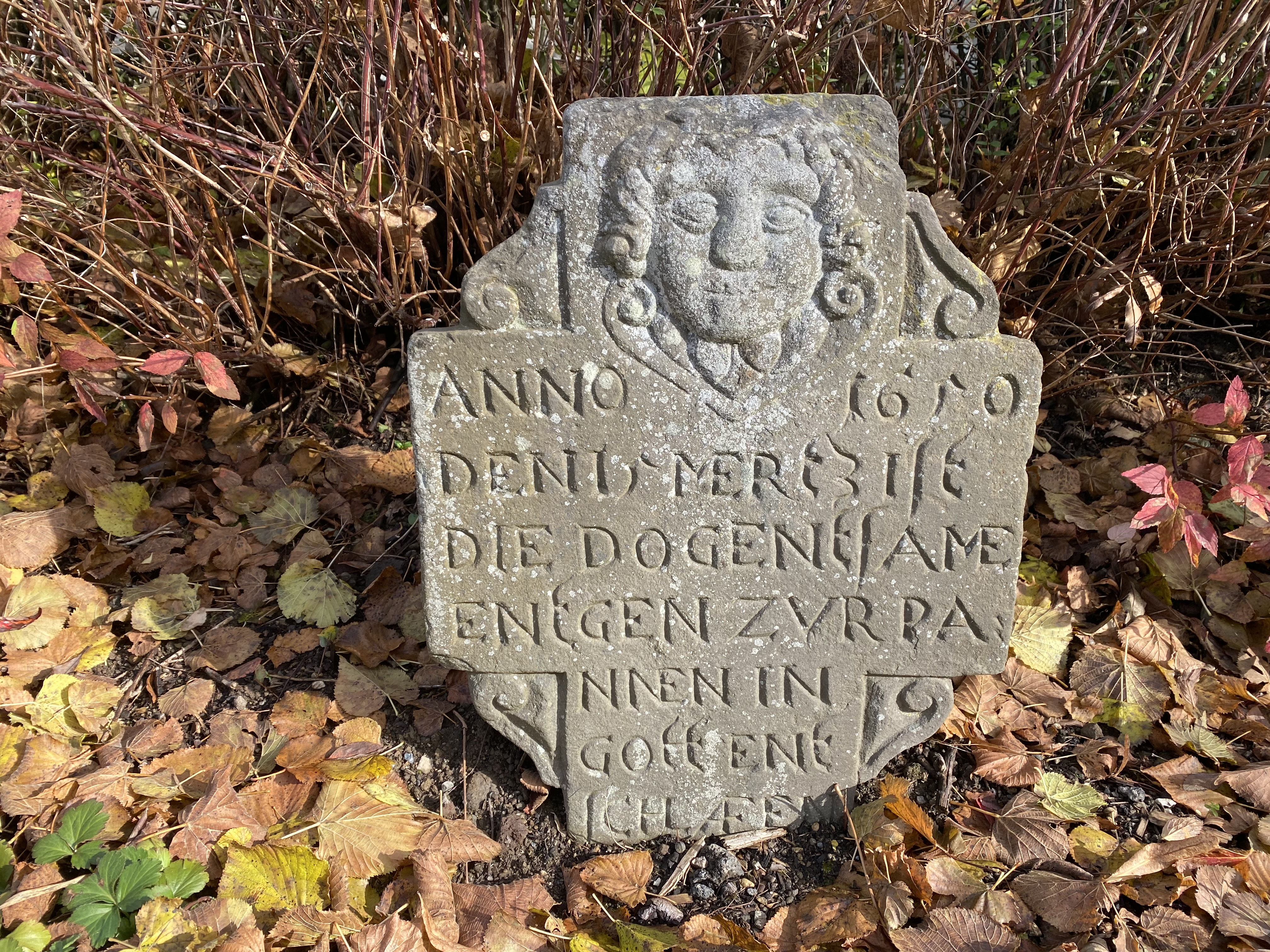
Historischer Grabstein
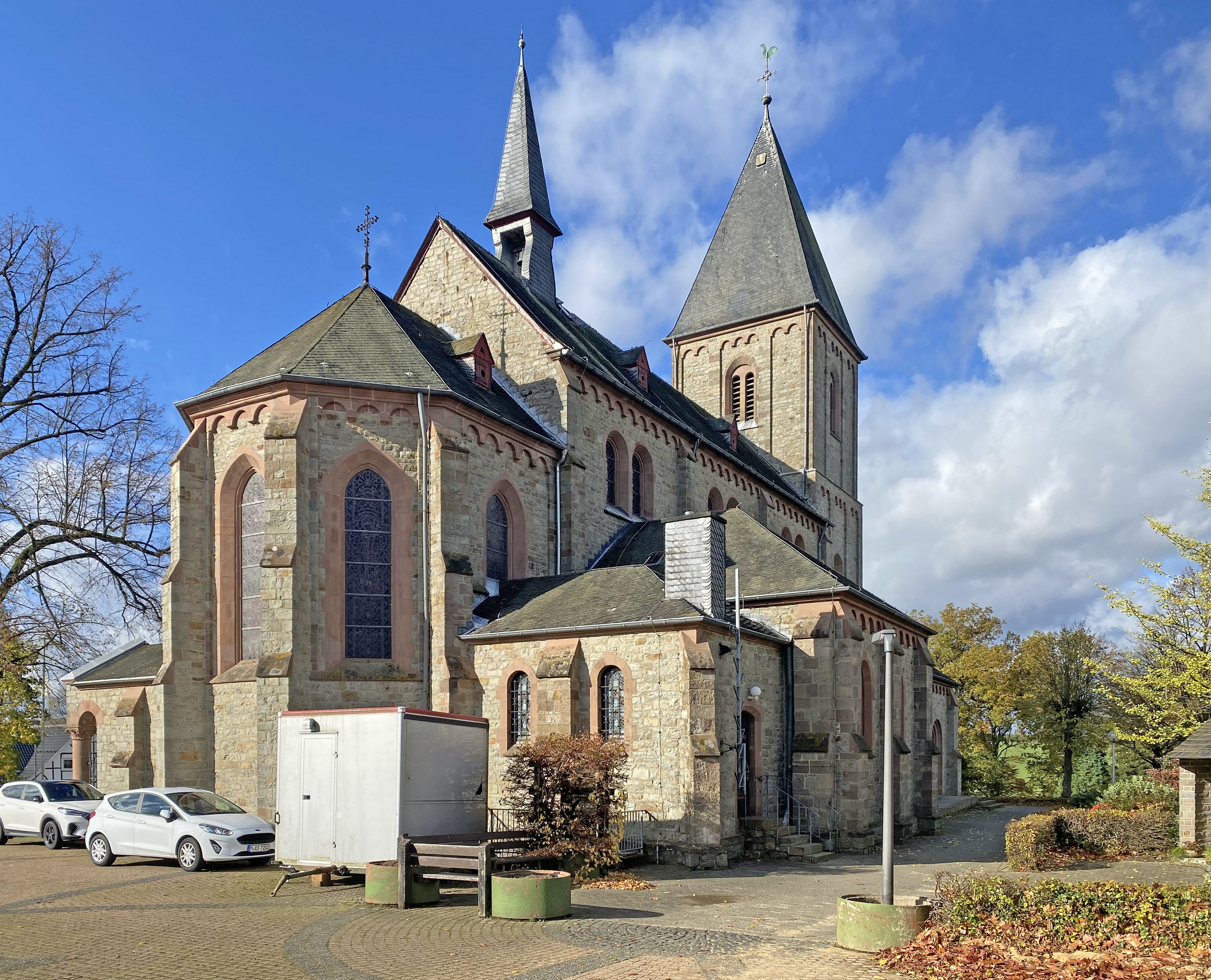
Kath. Pfarrkirche St. Clemens Wipperfeld

## Kultur

### Kirchengemeinden
- Katholische Pfarrgemeinde St. Clemens Wipperfeld

### Schulen
- Katholische Grundschule Wipperfeld

### Kulturelle Einrichtungen
- KÖB St. Clemens – Wipperfeld
- Kindergarten

### Vereine
- Jungschützen Wipperfeld
- S.F.V. Wipperfeld 1972
- Bürgerverein Wipperfeld 1980
- Kath. Kirchenchor Wipperfeld
- Schützenkapelle Wipperfeld
- St. Sebastianus Schützenbruderschaft Wipperfeld 1921
- Katholische Frauengemeinschaft Wipperfeld

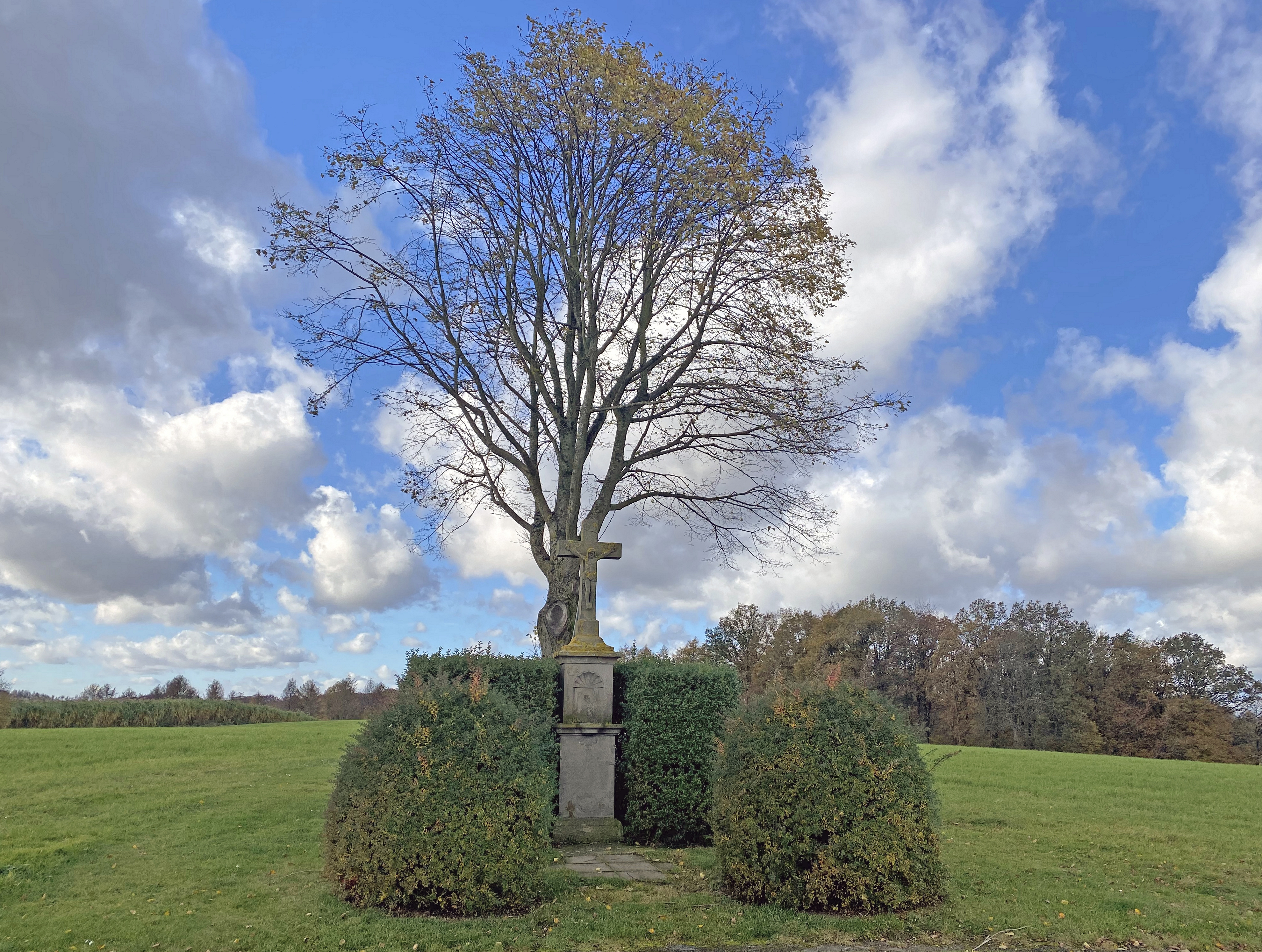
Wegekreuz „Am Bierenbömchen“ am Weg A2 nach Überberg

- DJK Wipperfeld
- 1. BC Wipperfeld (Badminton)
- Wanderfreunde Wipperfeld

## Wander- und Radwege
- Rundwanderweg A1 zwischen Wipperfeld und Grüterich
- Rundwanderweg A2 zwischen Wipperfeld, Überberg und dem Eberg
- Rundwanderweg A3 von Wipperfeld über Lamsfuß in das Tal der Großen Dhünn, im großen Bogen bis nach Hamböcken und zurück.
- Rundwanderweg A4 durchläuft den Ort.
- Wanderweg „Rund um Wipperfürth“ durchläuft den Ort.
- Die SGV-Hauptwanderstrecke X19 Düsseldorf-Benrath – Dillenburg durchläuft den Ort.

## Verkehr

### Bundesstraßen
In unmittelbarer Nachbarschaft des Ortes führt die Bundesstraße 506 von Köln nach Wipperfürth.

### Busverbindungen
Haltestellen Wipperfeld, Wipperfeld-Wende, Wipperfeld-Kirche:
- VRS (KWS) Linie 416 von Kürten-Schulzentrum über Wipperfeld nach Unterschwarzen (an Schultagen eine Fahrt)
- VRS (KWS) Linie 427 nach Wipperfürth sowie nach Bergisch Gladbach (S) über Kürten-Weiden

Zusätzlich ist Wipperfeld auch mit der KWS-Linie 426 über die 1 km entfernte Haltestelle „Furth“ an den öffentlichen Nahverkehr angebunden.

## Persönlichkeiten
- Joseph Mausbach (1861–1931), kath. Moraltheologe
- Matthias Schwickerath (1892–1974), Botaniker
- Willibert Pauels (* 1954), Büttenredner und Diakon in Wipperfeld
- Gerald Wasserfuhr (* 1957), Musiker und Musikpädagoge
- Markus Braun (* 1981), Jazzmusiker und Toningenieur